# 彼得·怀尔德
彼得·怀尔德（英語：Peter Wylde，1965年7月30日—），美国男子马术运动员。他曾代表美国参加2004年夏季奥林匹克运动会马术比赛，联同麦克莱恩·沃德、比齐·马登和克里斯·卡普勒获得团体场地障碍赛金牌。